# Igreja Greco-Católica Ortodoxa Ucraniana
A Igreja Greco-Católica Ortodoxa Ucraniana (também conhecida como Patriarcado Católico Bizantino) é uma igreja independente na Ucrânia, que se separou da Igreja Greco-Católica Ucraniana em 2009.

## História
A igreja foi fundada em 11 de agosto de 2009 por vários padres da Igreja Greco-Católica Ucraniana da Eparquia de Pidhirzi. Rejeita as igrejas greco-católica e católica romana em sua situação atual, dizendo que elas se tornaram heréticas por meio do sincretismo, do ocultismo, da aceitação da homossexualidade e do ecumenismo errôneo.
Em 7 de abril de 2011, eles fundaram o Patriarcado Católico Bizantino. Elijah Anthony Dohnal foi eleito o primeiro patriarca. Eles professavam o sedevacantismo, que afirma que a Santa Sé em Roma estava de fato vaga naquela época, já que o então Papa Bento XVI havia se excomungado por meio de comportamento herético, assim como seus antecessores. Eles pediram a todos os padres católicos romanos que renunciassem a Ratzinger.
Em 22 de fevereiro de 2012, os quatro bispos da Igreja Greco-Católica Ortodoxa Ucraniana foram excomungados pela Santa Sé.